# Hrnčiarska Ves
Hrnčiarska Ves és un poble i municipi d'Eslovàquia que es troba a la regió de Banská Bystrica.

## Història
La primera menció escrita de la vila es remunta al 1285.

## Demografia
| Godina             | 1994 | 2004   | 2014   | 2024   |
| ------------------ | ---- | ------ | ------ | ------ |
| Nombre de persones | 908  | 938    | 1006   | 936    |
| Diferència         |      | +3,30% | +7,24% | −6,95% |

| Godina             | 2023 | 2024   |
| ------------------ | ---- | ------ |
| Nombre de persones | 932  | 936    |
| Diferència         |      | +0,42% |